# Baissoferus nigrapex
Baissoferus nigrapex is een fossiele soort schietmot uit de familie Baissoferidae.